# Sporobacterium
Sporobacterium è un genere di batterio appartenente alla famiglia delle Lachnospiraceae.